# Ostrogožskij rajon
L'Ostrogožskij rajon (in russo Острогожский район?) è un rajon dell'Oblast' di Voronež, nella Russia europea, il cui capoluogo è Ostrogožsk. Istituito nel 1928, ricopre una superficie di 1.730 chilometri quadrati.